# Super President
Super Presidente (Super President, no original em inglês) é um desenho de animação, criado pelos estúdios DePatie-Freleng Enterprises. Estreou nos EUA em 16 de setembro de 1967.
Num mundo onde existe um presidente mundial, o Super Presidente é um governante que foi exposto a radiação cósmica e adquiriu super poderes de transmutar seu corpo em qualquer tipo de matéria. Combate os vilões e governa o mundo.

## Lista de episódios
nomes originais (em inglês)
1. The Great Vegetable Disintegrator
2. The Billion Dollar Bomber
3. The Electronic Spy
4. Day Of The Locusts
5. The Case Of The Destroyer Satellite
6. King Of The Sea
7. The U.F.O. Mystery
8. No Time Passes
9. Man Of Steel
10. The Earth Robber
11. Monster Of The Atoll
12. Return Of The Vikings
13. The Cosmic Gladiators
14. The Condor's Eye
15. The President And The Pirate
16. Interplanetary Menace
17. Red Ray Raider
18. The Treachery Of Jerry Sales
19. Rangled Terrors
20. Dound And Doom
21. Spears from Space
22. Toys Of Death
23. Birds Of Terror
24. The Menace Of The Moles
25. The Chameleon
26. The Gravity Destroyer
27. Ice Invader
28. Electronic Giant
29. Time Crimes
30. A Million Years Of Menace

## Ficha técnica
- Distribuição: United Artists
- Direção: Oscar Dufau, Robert McKimson, Earl Klein, Edwin Rehberg, George Singer
- Produção: David H. DePatie e Friz Freleng
- Animação: Warren Batchelder, Lee Halpern, Jim Davis, Ed Love, Ed Demattia, Manny Perez, John Freeman, Tom Ray, John Gibbs, Morey Redan, John Walker
- Roteirista: Tony Benedict, Edgar Furth, Don Christensen, Jack Miller, Alan Dinehart, Lee Mishkin, John W. Dunn, David Scott, Ken Sobol
- Data de estréia: 16 de setembro de 1967
- Colorido

## Dubladores

### No Brasil[3]
- Jerry Sales: Carlos Marques
- Super Presidente/James Nocross: Guálter França

### Controvérsias
Esse desenho foi negativamente criticado pela União Soviética, pois colocou os soviéticos como os vilões da série. O então presidente dos Estados Unidos Lyndon B. Johnson elogiou o desenho e ameaçou a União Soviética dizendo que se o país socialista continuar falando mal do desenho, iria continuar com a corrida armentista com a União Soviética.